# Bad Goisern am Hallstättersee
Bad Goisern am Hallstättersee ist eine Marktgemeinde in Oberösterreich im Bezirk Gmunden im Salzkammergut mit 7575 Einwohnern (Stand 1. Jänner 2025).
Die Gemeinde hieß bis 28. Februar 1955 Goisern, vom 1. März 1955 bis zum 30. September 2008 Bad Goisern.

## Geografie
Bad Goisern liegt auf 500 m Höhe im Traunviertel im Inneren Salzkammergut. Das Bad Goiserer Becken ist ein Talbecken des Trauntals. Im Westen liegt die Osterhorngruppe, im Osten das Tote Gebirge. Nordöstlich vom Zentrum befindet sich die weithin sichtbare Ewige Wand, durch die ein Panoramaweg führt.
Die Ausdehnung beträgt von Nord nach Süd 16,8 km, von West nach Ost 13,6 km. Die Gesamtfläche beträgt 112,26 km². 67,2 % der Fläche sind bewaldet, 12,4 % der Fläche werden landwirtschaftlich genutzt.

### Klima

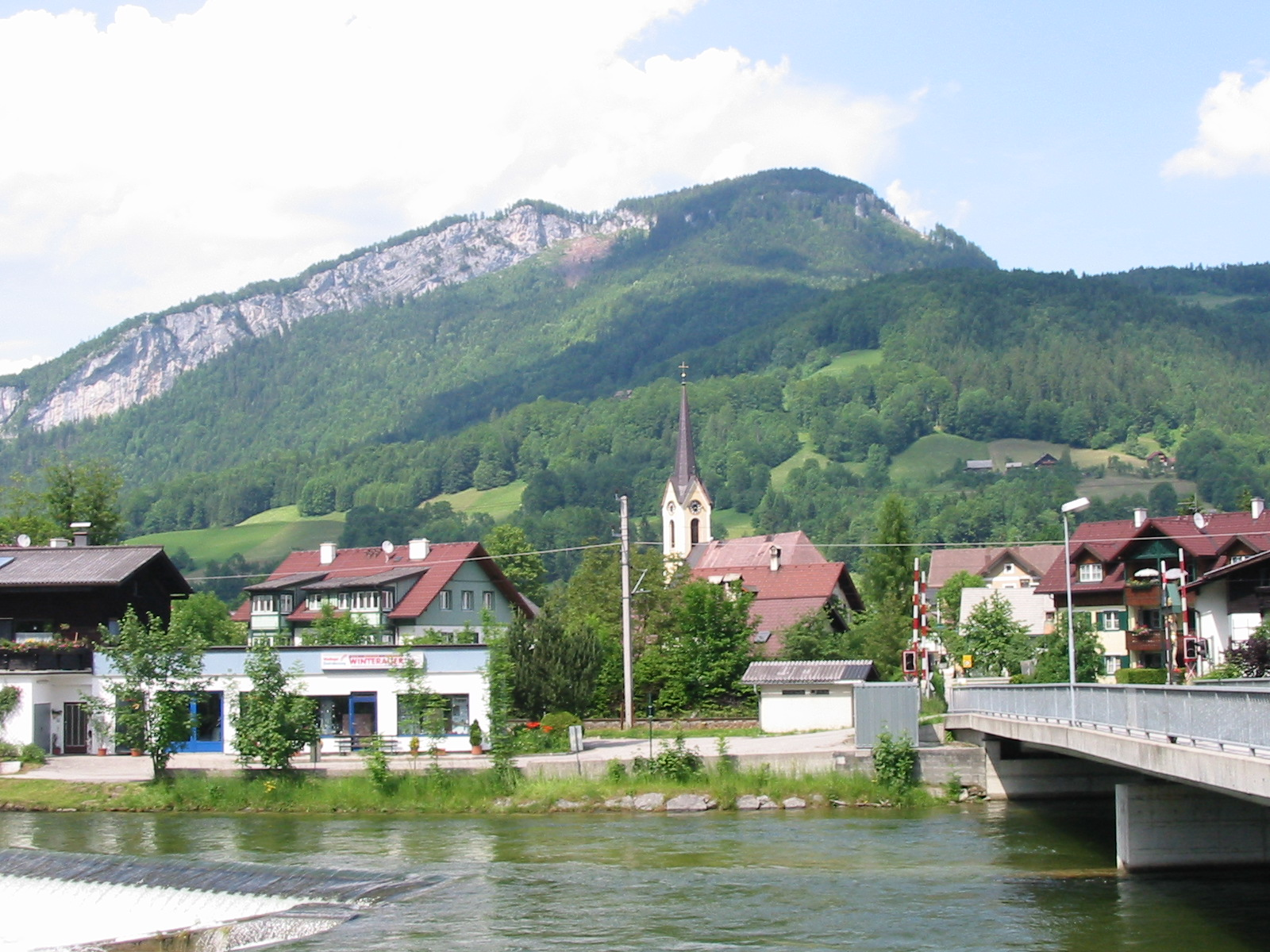
Ansicht der evangelische Pfarrkirche vom Traunufer

|                        | Jan  | Feb  | Mär  | Apr  | Mai  | Jun  | Jul  | Aug  | Sep  | Okt  | Nov  | Dez  |   |      |
| Mittl. Temperatur (°C) | −2,4 | −0,6 | 3,7  | 8,1  | 12,9 | 16,3 | 17,8 | 17,3 | 13,7 | 8,7  | 3,2  | −0,9 | ⌀ | 8,2  |
| Mittl. Tagesmax. (°C)  | 1,6  | 4,1  | 9,2  | 14,0 | 19,0 | 22,4 | 24,1 | 23,4 | 19,7 | 13,9 | 6,8  | 2,4  | ⌀ | 13,4 |
| Mittl. Tagesmin. (°C)  | −6,3 | −5,2 | −1,7 | 2,3  | 6,8  | 10,2 | 11,6 | 11,2 | 7,8  | 3,5  | −0,3 | −4,2 | ⌀ | 3    |
|                        |      |      |      |      |      |      |      |      |      |      |      |      |   |      |
| Niederschlag (mm)      | 91   | 90   | 94   | 113  | 128  | 176  | 182  | 155  | 104  | 91   | 95   | 110  | Σ | 1429 |
|                        |      |      |      |      |      |      |      |      |      |      |      |      |   |      |
| Sonnenstunden (h/d)    | 2    | 4    | 5    | 5    | 6    | 5    | 6    | 6    | 6    | 5    | 3    | 2    | ⌀ | 4,6  |
|                        |      |      |      |      |      |      |      |      |      |      |      |      |   |      |
| Regentage (d)          | 16   | 14   | 13   | 16   | 17   | 18   | 18   | 17   | 14   | 13   | 14   | 14   | Σ | 184  |
|                        |      |      |      |      |      |      |      |      |      |      |      |      |   |      |
| Luftfeuchtigkeit (%)   | 76,4 | 66,7 | 58,1 | 49,4 | 50,0 | 55,8 | 54,4 | 56,7 | 60,9 | 63,3 | 74,1 | 81,3 | ⌀ | 62,2 |

| −6,3 |

| −5,2 |

| −1,7 |

| 2,3 |

| 6,8 |

| 10,2 |

| 11,6 |

| 11,2 |

| 7,8 |

| 3,5 |

| −0,3 |

| −4,2 |

| −6,3 |

| −5,2 |

| −1,7 |

| 2,3 |

| 6,8 |

| 10,2 |

| 11,6 |

| 11,2 |

| 7,8 |

| 3,5 |

| −0,3 |

| −4,2 |

### Gemeindegliederung
Das Gemeindegebiet umfasst folgende 31 Ortschaften (in Klammern Einwohnerzahl Stand 1. Jänner 2025):
- Anzenau (20)
- Au (443)
- Bad Goisern (2128)
- Edt (185)
- Görb (107)
- Gschwandt (631)
- Herndl (201)
- Kogl (85)
- Lasern (290)
- Muth (24)
- Obersee (70)
- Pichlern (42)
- Posern (167)
- Pötschen (30)
- Primesberg (73)
- Ramsau (253)
- Rehkogl (107)
- Reitern (362)
- Riedln (50)
- Sankt Agatha (321)
- Sarstein (224)
- Solbach (33)
- Stambach (375)
- Steeg (187)
- Steinach (135)
- Unterjoch (120)
- Untersee (531)
- Weißenbach (187)
- Wiesen (96)
- Wildpfad (44)
- Wurmstein (54)

Die Gemeinde besteht aus den Katastralgemeinden Goisern, Lasern, Obersee, Ramsau und Untersee.
Die Gemeinde liegt im Gerichtsbezirk Bad Ischl.

### Nachbargemeinden
| Strobl Sbg.                 | Bad Ischl                                   | Altaussee Stmk.  |
|                             | Kompassrose, die auf Nachbargemeinden zeigt | Bad Aussee Stmk. |
| Rußbach am Paß Gschütt Sbg. | Gosau Hallstatt                             | Obertraun        |

## Geschichte
Bad Goisern im Inneren Salzkammergut ist ein Ort mit langer Geschichte – urkundlich fassbar allerdings erst seit dem 14. Jahrhundert unter dem Namen Gebisharn (in einem Passauer Urbar, um 1325).
Der Ortsteil Steeg am See ist eine alte Lände des Hallstätter Salzes. Als Teil des Ischllands wurde Goisern 1278 habsburgisch, nach dem Sieg König Rudolfs I. in der Schlacht von Dürnkrut/Jedenspeigen um das Erbe der Babenberger. Um 1290 machte man im Raum Goisern neue Sole- und Sulzenfunde, die den Salzkrieg zwischen Herzog Albrecht I. und dem Salzburger Erzbischof Konrad IV. auslösten. Das Ischlland wurde 1298 Erbbesitz der Elisabeth von Görz und damit Privatbesitz der österreichischen Erzherzöge; ab 1490 wurde es zu Österreich ob der Enns gerechnet. Mutterpfarre war das Benediktinerinnen-Kloster Traunkirchen, 1573 wurde Traunkirchen aufgelöst und die Salzkammergutpfarren 1621 dem neugegründeten Jesuitenkolleg in Passau als Mensalgut zugegeben.
Von 1595 bis 1607 baute man über Goisern die Soleleitung zum neuen Pfannhaus in Ebensee (Saline Ebensee).
1770 wurde die Wildensteiner Pflegschaftskanzlei von der abgebrannten Burg Wildenstein nach Goisern ins Schloss Neuwildenstein (heute Forstamt) verlegt, das bis 1850 als Pflegschaftskanzlei (Pflegeamt und das Pflegegericht) des Kammerhofes Gmunden (Obersalzamt in Gmunden) diente, dann übernahm die neue k.k. Salinen- und Forstdirektion in Gmunden die Verwaltung des Salzkammerguts.
Zur Rekatholisierung in der Zeit der Gegenreformation wurde 1622 das Kloster Traunkirchen den Jesuiten übergeben. 1712 verließen 70 Personen aus Goisern ihre Heimat, um in Nürnberg den evangelischen Glauben leben zu können. Die Vertreibung der Salzburger Protestanten 1731 und 1732 wirkte sich bis ins Salzkammergut aus. Der Salzamtmann Graf Ferdinand von Seeau gab im Juni 1733 die Zusicherung, dass Protestanten in lutherische Länder auswandern können, worauf sich 1200 erwachsene Personen meldeten. Um den wirtschaftlichen Schaden zu verringern, musste innerhalb der Monarchie nach Siebenbürgen transmigriert werden. Von 1752 bis 1758 wanderten 2.042 Personen nach Siebenbürgen aus, wovon nur zwei Drittel wegen schlechter Unterbringung überlebten. Von 634 Personen, die mit den ersten vier Transporten unterwegs waren, kamen 378 aus Goisern.
Nach Erlass des Toleranzpatentes durch Kaiser Joseph II. im Jahr 1781 konnte sich in Bad Goisern eine der ersten Toleranzgemeinden Österreichs konstituieren. Anfänglich versammelten sich die Evangelischen in Privathäusern zu Andachten, wo Predigten des Pfarrers Martin Moller († 1606) und des Seelsorgers Josef Schaitberger vorgelesen wurden. Das 1782 errichtete hölzerne Bethaus wurde 1813 abgerissen und an gleicher Stelle die heutige evangelische Kirche erbaut. Sie gehört zur Evangelischen Superintendentur A.B. Oberösterreich. 1785 wurde die (um 1300 erstmals erwähnte) katholische Pfarrkirche hl. Martin der neu gegründeten Diözese Linz eingegliedert.
Seit 1931 ist Goisern Heilbad sowie Luftkurort, und 1952 folgte die Erhebung zum Markt. Den amtlichen Beinamen Bad führt die Gemeinde seit 1955. Am 26. Juni 2008 beschloss der Gemeinderat von Bad Goisern, den Namen der Gemeinde in Bad Goisern am Hallstättersee zu ändern. Der entsprechende bestätigende Beschluss der oberösterreichischen Landesregierung folgte am 25. August 2008.

## Kultur und Sehenswürdigkeiten

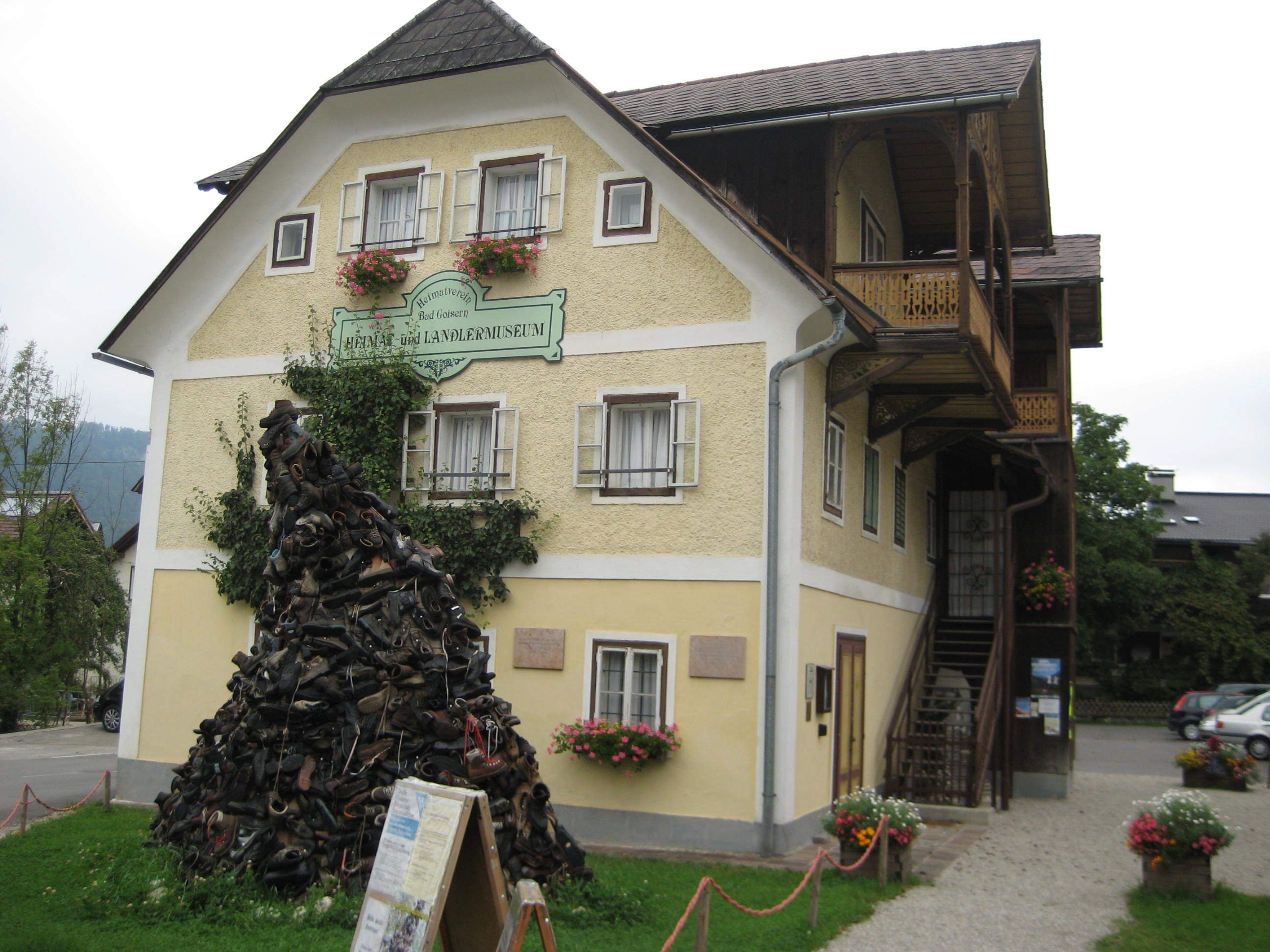
Heimat- und Landlermuseum

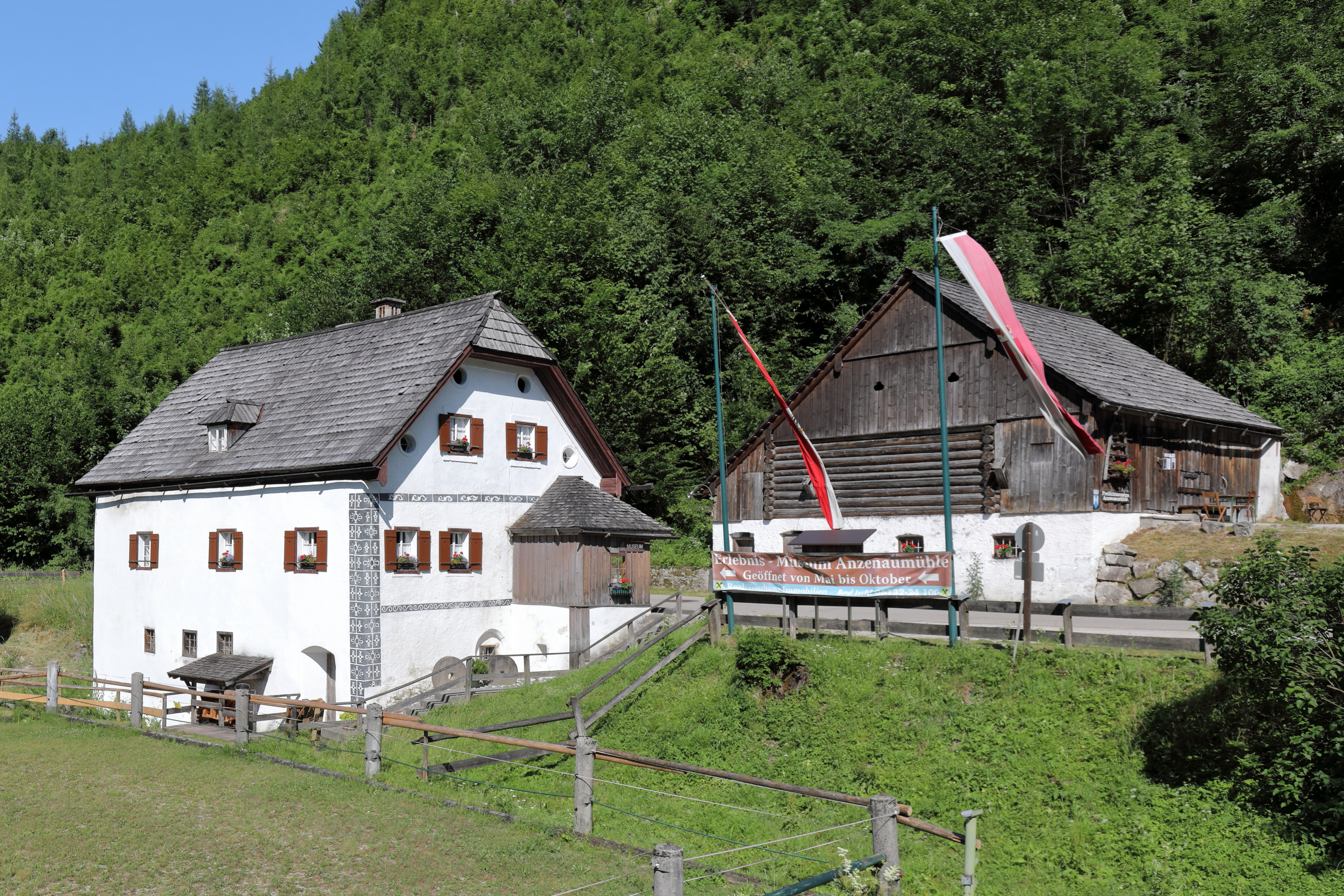
Museum Anzenaumühle

- Katholische Pfarrkirche Bad Goisern hl. Martin: Vom gotischen Bau (1487) der Kirche sind heute noch der einjochige netzrippengewölbte Chor und das spitzbogige nördliche Marmorportal aus dem Jahr 1530 unverändert erhalten. Der heutige Hochaltar (1691) mit einer Darstellung des Heiligen Martin wurde 1957 aus der Kirche von Niederthalheim nach Bad Goisern übertragen. Im Chor befinden sich sechs gotische beidseitig bemalte Tafelbilder aus der Werkstatt des Salzburger Meisters Rueland Frueauf d. Ä. (1440–1507).
- Evangelische Pfarrkirche Bad Goisern: Die Kirche wurde 1782 errichtet und 1813–1816 durch Pastor Johann Georg Overbeck neu erbaut. Der Nordturm trägt einen Spitzhelm von 1857. Der Innenraum wurde 2008 umfangreich saniert.
- Die Filialkirche St. Agatha (Kalvarienbergkirche) liegt südöstlich von Bad Goisern in der Ortschaft St. Agatha. Die spätgotische Kirche wurde in den Jahren 1395–1399 erbaut. Im Chor befindet sich eine Kalvarienbergszene, die im Jahr 1712 eingefügt wurde. Die beiden Seitenaltäre von 1674 und 1685 zeigen Die Geburt Christi und die Hl. Katharina.
- Chorinsky-Klause im Weißenbachtal. Das Stauwerk aus Kalksteinquadern ist ein technisches Denkmal aus dem frühen 19. Jahrhundert und diente der Holztrift.
- Erlebnismuseum Anzenaumühle: Das Freilichtmuseum ist ein für das Salzkammergut typischer Paarhofverband mit Wohnhaus, Stallstadl, Mühle und Säge. Das Museum ist der älteste Paarhof des Salzkammergutes mit Rauchkuchl, Getreidemühle, Sägemühle und Stallstadl. Das etwa 600 Jahre alte Anwesen war früher ein ansehnlicher Wirtschaftsbetrieb. Auch heute wird noch im alten Steinbackofen der Schwarzen Kuchl das bekannte Anzenaumühlnerbrot gebacken.
- Das Heimat- und Landlermuseum zeigt unter anderem die Kultur der Siebenbürger Altösterreicher in Bad Goisern, die als Protestanten Mitte des 18. Jahrhunderts nach Siebenbürgen deportiert worden waren.
- Das Josef-Putz-Denkmal befindet sich in der Nähe des Marktplatzes. Es wurde zur Erinnerung an den im Jahre 1926 verstorbenen Landtagsabgeordneten Kommerzialrat Josef Putz errichtet.

### Regelmäßige Veranstaltungen
- Bläserurlaub Bad Goisern, jährlich stattfindende internationale Meisterkurse im August[7]
- Goisern Classic, jährliches Oldtimer Rennen Mitte August[8]
- Gamsjagatage, jährliche Brauchtumsveranstaltung Ende August[9]
- Salzkammergut Mountainbike Trophy, jährlich stattfindendes Radrennen Mitte Juli mit über 4.000 Startern
- Kunstmue Festival Bad Goisern, jährlich stattfindendes alternatives Musikfestival Ende Juli[10]
- Glöcklerlauf, jährlich am 5. Jänner
- jährliche Waldvogelausstellung im Rahmen des UNESCO-Kulturerbes Salzkammergut Vogelfang

### Der Goiserer Schuh

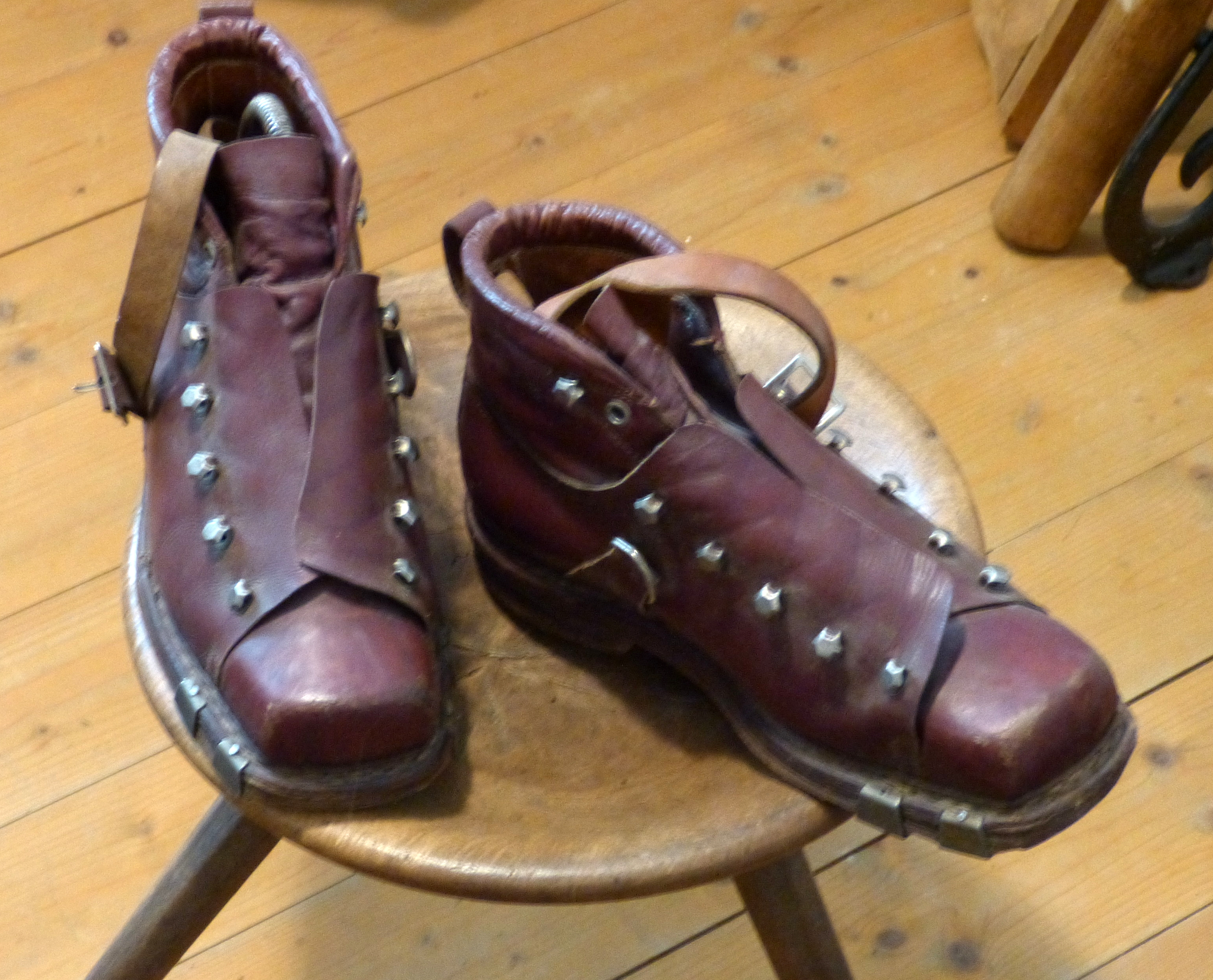
Goiserer Schuh, Heimatmuseum Bad Goisern

Bekannt ist Bad Goisern auch für den Goiserer Schuh, der mundartlich auch grobgnater Schua („grob genähter Schuh“) genannt wird. Es ist ein Bergschuh von hoher Qualität. Der „Goiserer“ wird auf Bestellung gefertigt und findet prominente Abnehmer, wie zum Beispiel Arnold Schwarzenegger und Helmut Kohl. Das äußerst einfache, aber bewährte Profil wird auch in anderen Modellen verwendet, etwa modernen Wanderschuhen oder militärischem Schuhwerk.

## Wirtschaft und Infrastruktur

### Tourismus und Fremdenverkehr
Um 1800 begann die touristische Erschließung der Region, der touristische Aufschwung begann aber erst richtig mit der Einführung der Eisenbahn, die das Gebiet leicht erreichbar machte. Seither ist das Innere Salzkammergut eine beliebte Tourismusdestination, was mit der Ernennung zum Welterbe 1997 auch international gewürdigt wurde. Bad Goisern am Hallstättersee gehört seit 2001 zum Mehrgemeindigen Tourismusverband Inneres Salzkammergut, gemeinsam mit den Nachbarorten Gosau, Hallstatt und Obertraun. 2009 wurde die Region von  Inneres Salzkammergut in Ferienregion Dachstein Salzkammergut umbenannt. Mit einer durchschnittlichen Bettenanzahl von ca. 1.500 und 115 Betrieben erzielt Bad Goisern Stand 2017 jährlich rund 246.000 Nächtigungen. Speziell im Bereich Mountainbiken und Wandern im Sommer sowie Rodeln und Langlaufen im Winter konnte sich Bad Goisern als beliebtes Reiseziel etablieren.
Vor allem traditionelle Veranstaltungen wie die Gamsjagatage, der Bläserurlaub für Holz- und Blechblasinstrumente und der Geigentag in der Kirchengasse locken viele Freunde des Brauchtums in das Goiserertal. Bad Goisern ist auch der Austragungsort der größten Mountainbike-Veranstaltung Österreichs – der Salzkammergut Mountainbike Trophy. Mit über 4.000 Startern aus 32 Nationen hat sich dieses Sportevent weltweit unter den besten Mountainbike-Marathonrennen etabliert.
Durch Bad Goisern verläuft der Nordalpenweg (Österreichischer Weitwanderweg 01 vom Neusiedler See zum Bodensee), der zugleich ein Teil des Europäischen Fernwanderwegs E4 ist.

### Verkehr
Straße

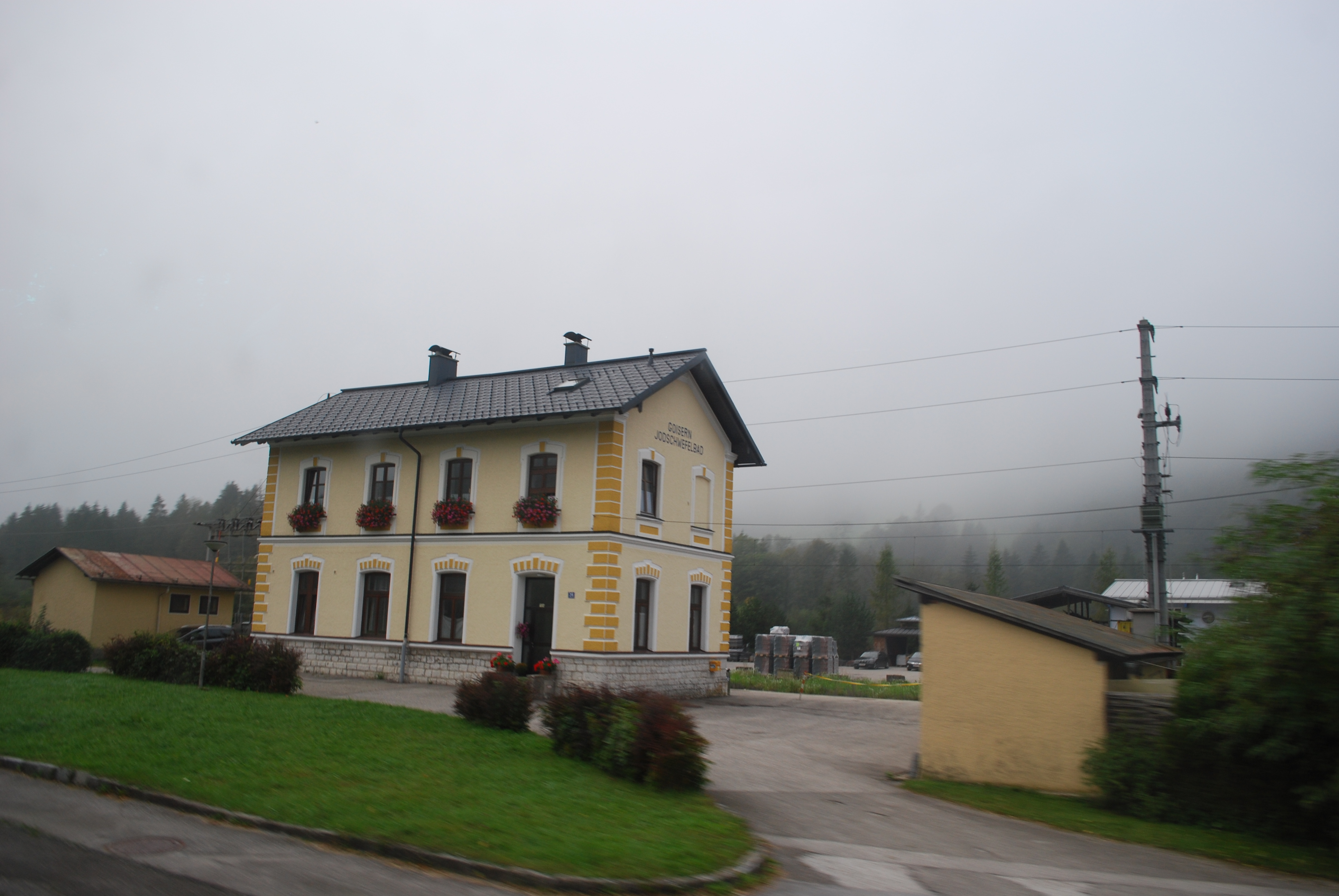
Bahnhof Goisern Jodschwefelbad

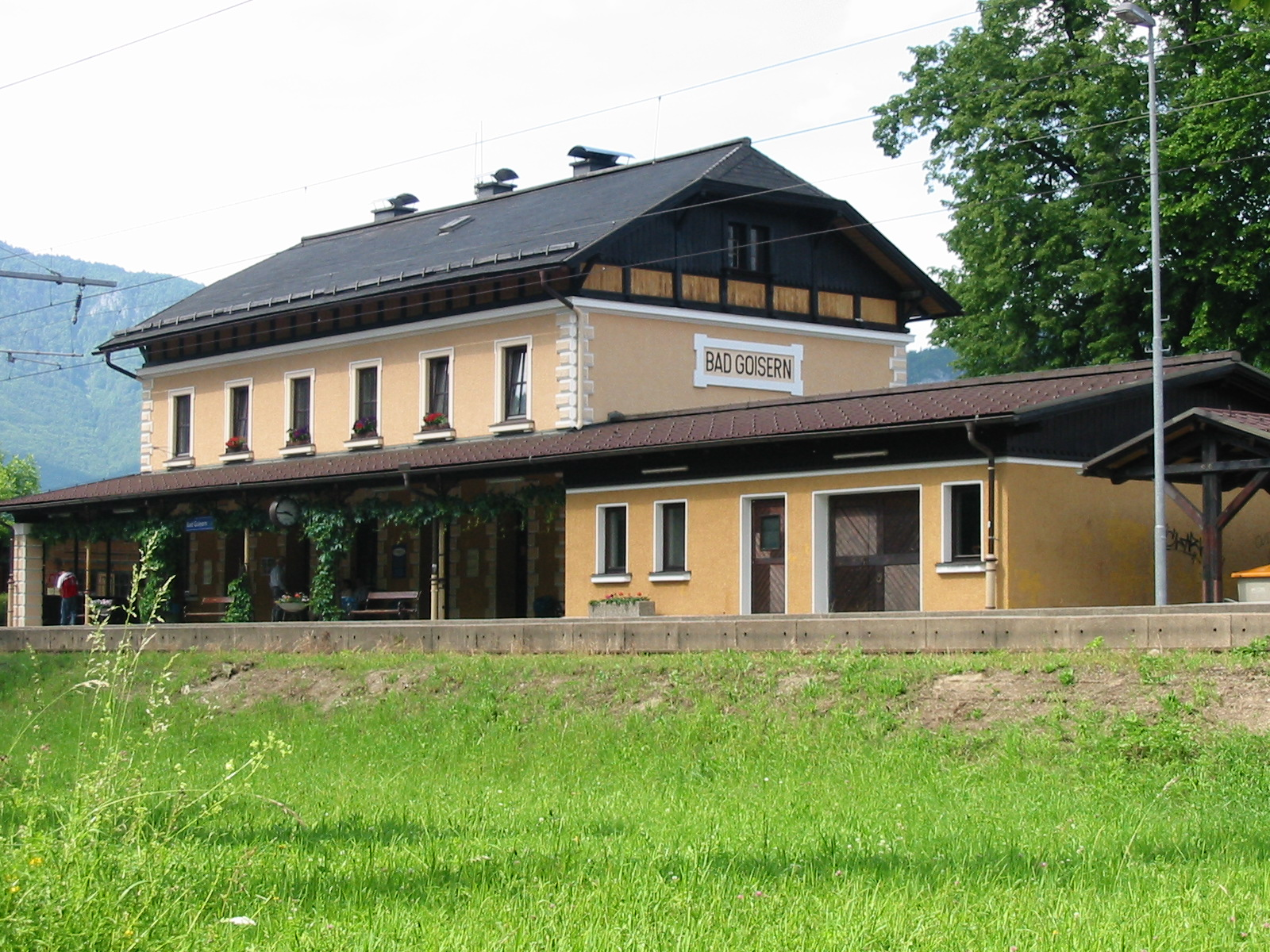
Bahnhof Bad Goisern

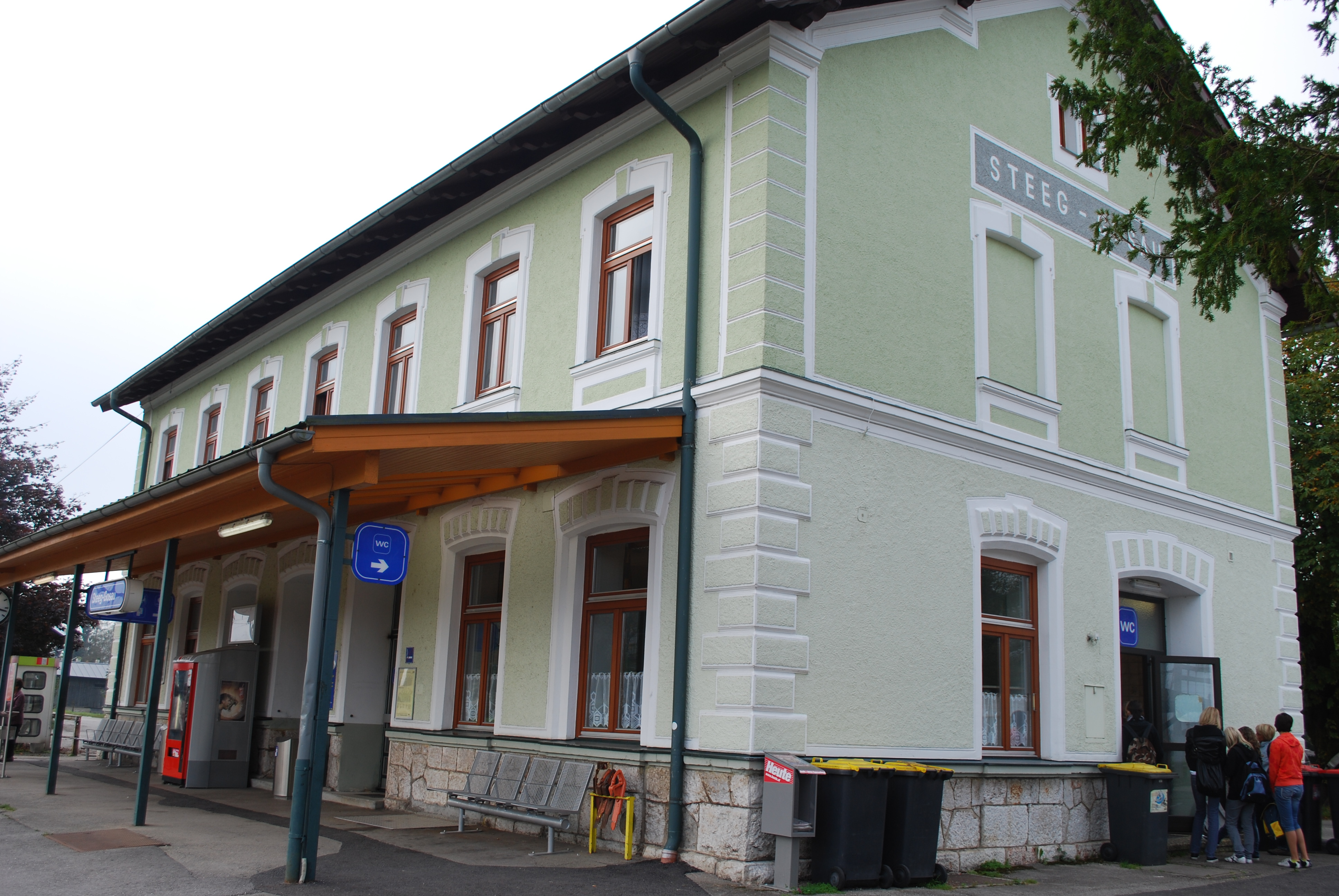
Bahnhof Steeg-Gosau

Bad Goisern liegt an der Salzkammergut-Bundesstraße (B145) die Bad Goisern mit Vöcklabruck, Gmunden und Bad Ischl verbindet. Im Süden des Orts, nördlich des Hallstätter Sees teilt sich diese Straße, die B145 führt weiter nach Trautenfels, die B166 führt entlang des Hallstätter Sees über den Pass Gschütt nach Golling an der Salzach. Von der Abzweigung der B166 beim Hallstätter See führt eine Landesstraße über Hallstatt und Obertraun zur B145 in Bad Aussee.
Bahn
In Bad Goisern bestehen vier Bahnhöfe, einer im Norden, einer im Zentrum, einer im Süden im Ortsteil Steeg am Hallstättersee und eine Haltestelle in Obersee ebenfalls neben dem See gelegen. Alle Stationen gehören zur Salzkammergutbahn:
Goisern Jodschwefelbad: Dies ist der nördlichste Bahnhof von Bad Goisern. Im Bahnhofsgebäude gibt es einen Warteraum und ein öffentliches WC, daneben befindet sich ein Park-and-ride-Gelände. Der Bahnhof verfügt über einen Mittelbahnsteig und zwei Gleise. An diesem Bahnhof halten ausschließlich Regionalzüge (verkehren alle 120 Minuten). Der Bahnhof ist auch Endpunkt der Buslinie 952 nach Bad Aussee (über den Pötschenpass).
Bad Goisern: Der eigentliche Bahnhof Bad Goisern liegt nur wenige hundert Meter vom Ortskern entfernt. Im Bahnhofsgebäude gibt es einen Fahrkartenschalter, ein öffentliches WC und einen Warteraum. Daneben befindet sich ein Park-and-ride-Gelände. Es gibt zwei Bahnsteige mit 33 cm Höhe. An diesen Bahnhof halten alle Züge der Salzkammergutbahn (Regionalzug, RegionalExpress, InterCity).
Steeg-Gosau: Dieser Bahnhof liegt in Au, einem Ortsteil von Bad Goisern, er ist nur etwa hundert Meter vom Hallstättersee entfernt. Im Bahnhofsgebäude gibt es einen Warteraum, einen Fahrkartenschalter und neben dem Gebäude ein Park-and-ride-Gelände. Die beiden Bahnsteige sind ebenfalls 33 cm hoch. An diesen Bahnhof halten alle Züge der Salzkammergutbahn (Regionalzug, RegionalExpress, InterCity).

### Sport
- Pumptrack
- Bogenschießanlage
- Freibad
- kostenlose Strandbäder
- Tennisplatz
- Fußballplatz
- Skisprungschanzen am Kalmberg
- WM-Rodelbahn
- Langlaufloipen am Predigtstuhl, St. Agatha und im Nordischen Zentrum

## Politik
Der Gemeinderat hat 37 Mitglieder.

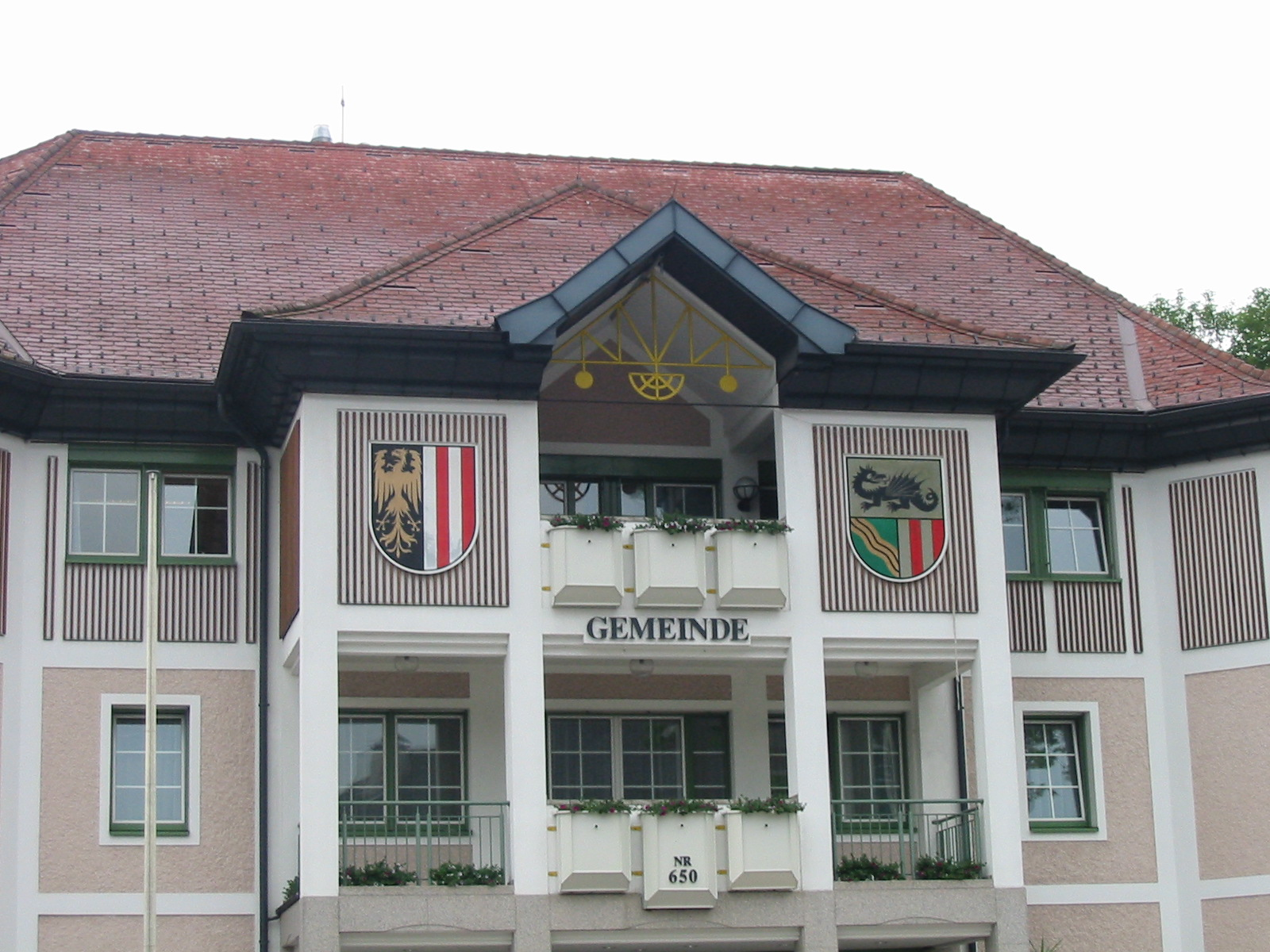
Gemeindeamt von Bad Goisern

- Mit den Gemeinderats- und Bürgermeisterwahlen in Oberösterreich 2003 hatte der Gemeinderat folgende Verteilung: 24 SPÖ, 8 ÖVP und 5 FPÖ.[11]
- Mit den Gemeinderats- und Bürgermeisterwahlen in Oberösterreich 2009 hatte der Gemeinderat folgende Verteilung: 23 SPÖ, 7 ÖVP, 5 FPÖ, 1 BZÖ und 1 Grüne.[12]
- Mit den Gemeinderats- und Bürgermeisterwahlen in Oberösterreich 2015 hatte der Gemeinderat folgende Verteilung: 19 SPÖ, 10 FPÖ, 6 ÖVP und 2 GRÜNE.[13]
- Mit den Gemeinderats- und Bürgermeisterwahlen in Oberösterreich 2021 hat der Gemeinderat folgende Verteilung: 17 SPÖ, 9 ÖVP, 6 FPÖ, 3 GRÜNE und 2 MFG.[14][15]

### Bürgermeister
Bürgermeister seit 1850 waren:
- 1850–1853 Leopold Steinbrecher
- 1853–1860 Johann Peer
- 1860–1864 Josef Steinbrecher
- 1864–1867 Johann Pilz
- 1867–1870 Josef Steinbrecher
- 1870–1871 Konrad Deubler
- 1871–1873 Felix Perndanner
- 1873–1875 Johann Kefer
- 1875–1876 Alois Elssenwenger
- 1876–1894 Felix Perndanner (junior)
- 1894–1900 Josef Peer
- 1900–1906 Gottlieb Schilcher
- 1906–1909 Martin Scheutz
- 1909–1919 Fritz Eder
- 1919–1934 Ignaz Peer
- 1934–1936 Franz Neubacher
- 1936–1938 Franz Schilcher
- 1938–1945 Johann Hinterer
- 1945–0000 Arnolt Bronnen (KPÖ-nahe)[17]
- 1945–0000 Martin Langeder (KPÖ)[17]
- 1945–1971 Leopold Ebenlechner
- 1971–1983 Hermann Engleitner
- 1983–2003 Reinhard Winterauer
- 1997–2007 Gert Aigmüller (SPÖ)[18]
- 2008–2020 Peter Ellmer (SPÖ)
- seit 2020 Leopold Schilcher (SPÖ)[19]

### Wappen
Offizielle Beschreibung des 1952 zugleich mit der Markterhebung verliehenen Gemeindewappens: Geteilt und halbgespalten; oben in Silber ein schwarzer, rot bewehrter und gewaffneter, widersehender Drache; unten rechts in Grün ein goldener, schrägrechter Wellenbalken, belegt mit zwei schwarzen, gleichfalls gewellten, schmalen Bändern, links dreimal von Silber und Rot gespalten.
Der Lindwurm erinnert an die Sage, dass einst am Reichenstein („Wurmstein“) ein prächtiges Königsschloss gestanden sein soll, das durch den Ausbruch eines im Berg eingeschlossenen Ungeheuers von zu Tale stürzendem Wasser (Mure) zerstört wurde. Der Wellenbalken symbolisiert die Jodschwefel-Heilquelle, die weiß-roten Pfähle sind dem Landeswappen entnommen.

## Persönlichkeiten

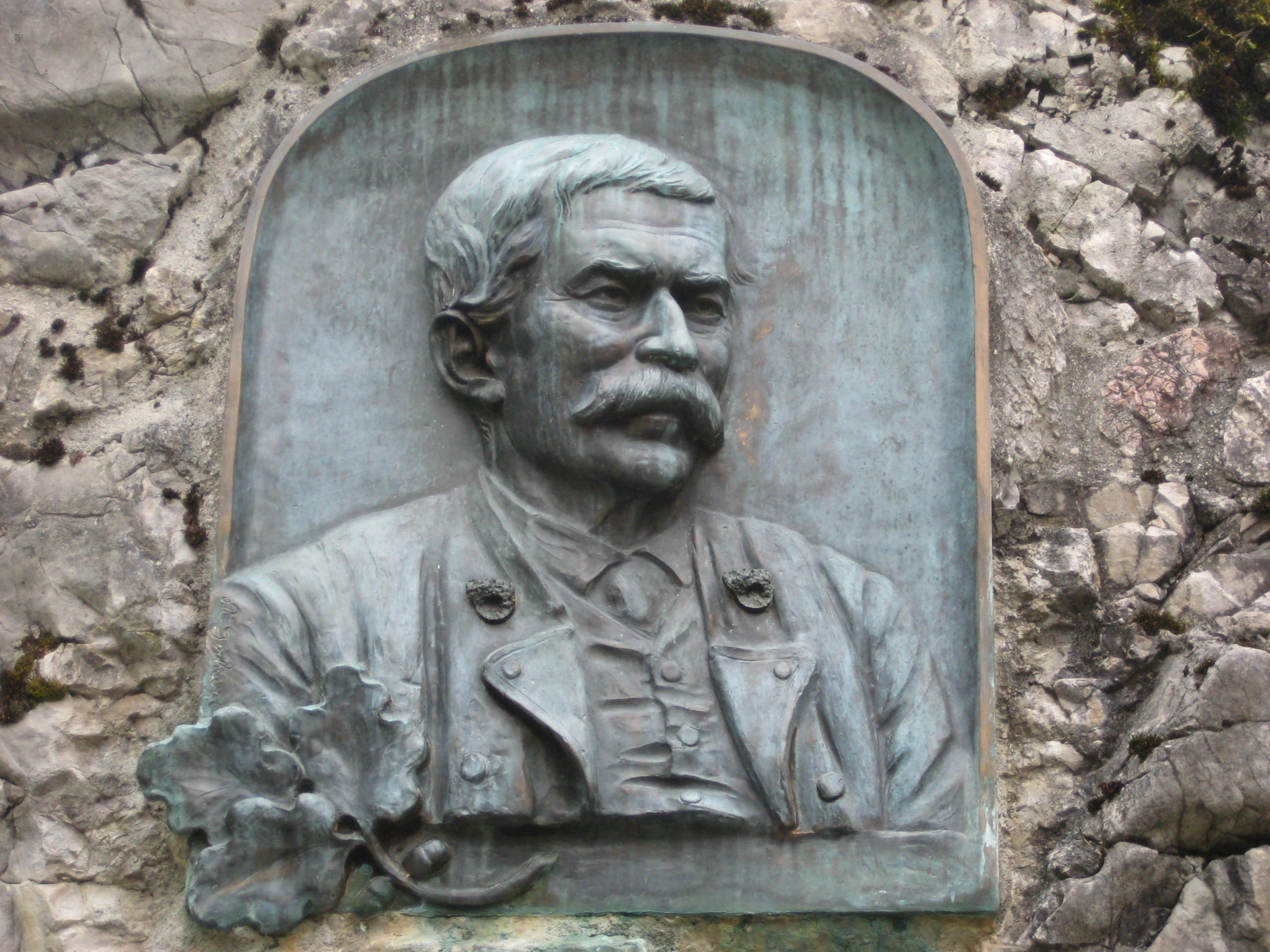
Konrad Deubler

### Söhne und Töchter der Gemeinde
- Konrad Deubler (1814–1884), „Bauernphilosoph“, Landwirt und Bäcker, Bürgermeister von Goisern
- Josef Ferdin (1871–1957), christlichsozialer Politiker
- Sepp Straffner (1875–1952), Bundesbahnbeamter und Politiker (Großdeutsche Volkspartei)
- Paul Elßenwenger (1875–1950), Blumen- und Landschaftsmaler
- Hans Laimer (1880–1922), Politiker der Sozialdemokratischen Arbeiterpartei
- Karl Eibl (1891–1943), General der Infanterie
- Franz Lahner (1893–1966), Kampfflieger des Ersten Weltkriegs mit 5 Luftsiegen
- Josef Eidenberger (1899–1991), Maler
- Robert Haider (1914–2004), Vater von Jörg Haider (NSDAP)
- Franz Kain (1922–1997), Journalist, Schriftsteller, Politiker (KPÖ)
- Herb Andress (eig. Herbert Andreas Greunz) (1935–2004), Film- und Fernsehschauspieler
- Sepp Lichtenegger (* 1938), Skispringer
- Werner Maleczek (* 1944), österreichischer Historiker
- Ursula Haubner (* 1945), österreichische Politikerin (FPÖ, später BZÖ)
- Reinhard Winterauer (* 1947), Politiker (SPÖ)
- Arnold Schenner (* 1949), AMS-Bediensteter und Landtagsabgeordneter
- Jörg Haider (1950–2008), österreichischer Politiker (FPÖ, später BZÖ)
- Wilfried Scheutz (1950–2017), Sänger
- Hubert von Goisern (eig. Hubert Achleitner) (* 1952), Musiker und Sänger

### Personen mit Bezug zur Gemeinde
- Arnolt Bronnen (1895–1959), Schriftsteller, war 1. Bürgermeister von Goisern nach dem Zweiten Weltkrieg.
- Andreas Tiefenbacher (* 1961), Sozialpädagoge und Autor, lebt im Ort.
- Gerhard Pilz (* 1965), fünffacher Weltmeister im Naturbahnrodeln, lebt im Ort.
- Alfred Krauß (1862–1938), General der Infanterie der österreichisch-ungarischen Armee, Herausgeber der  alldeutschen und  nationalsozialistischen Zeitschrift Deutschlands Erneuerung, starb im Ort.